# Hochkalter

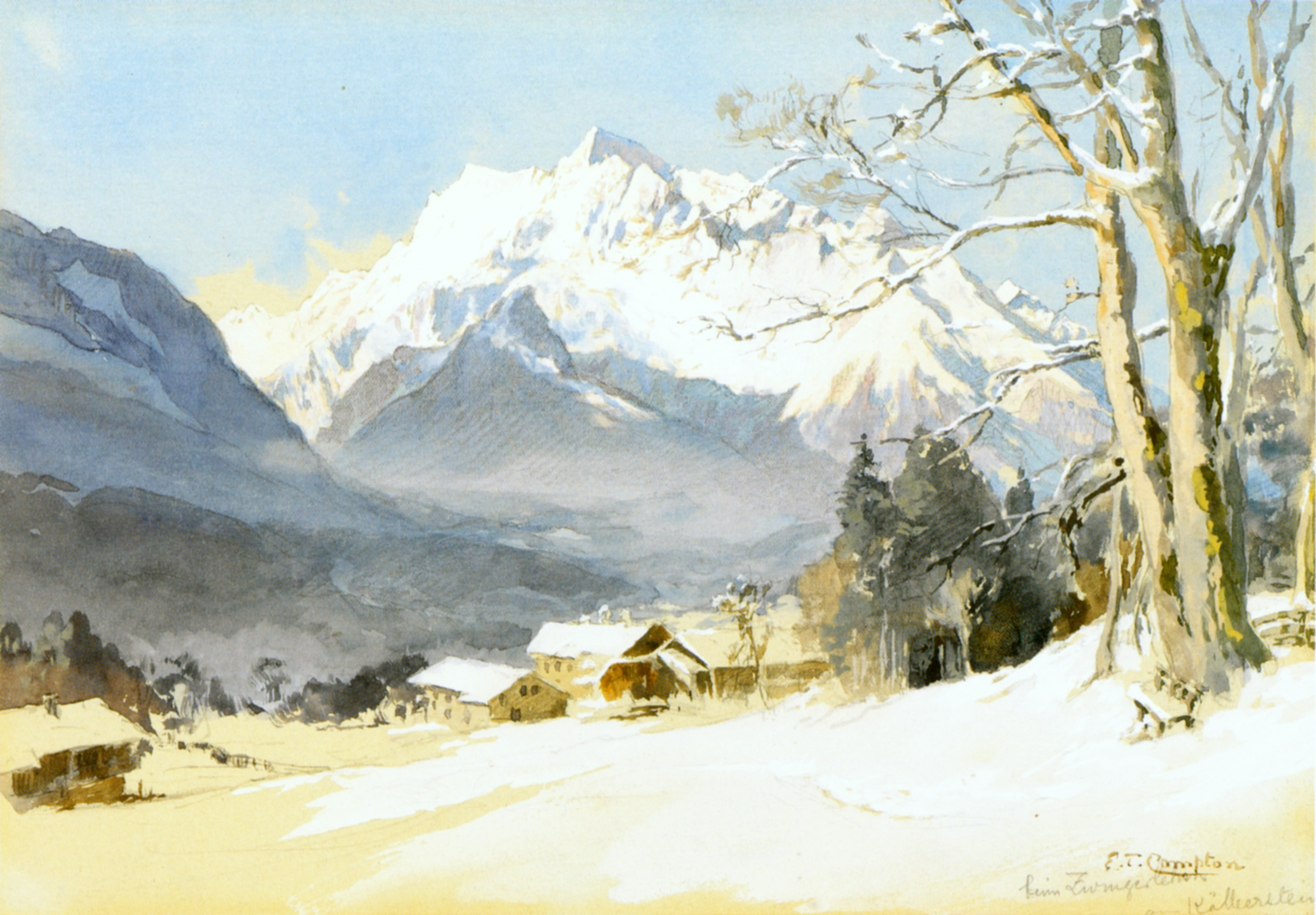
Der Hochkalter in einem Gemälde von E.T. Compton

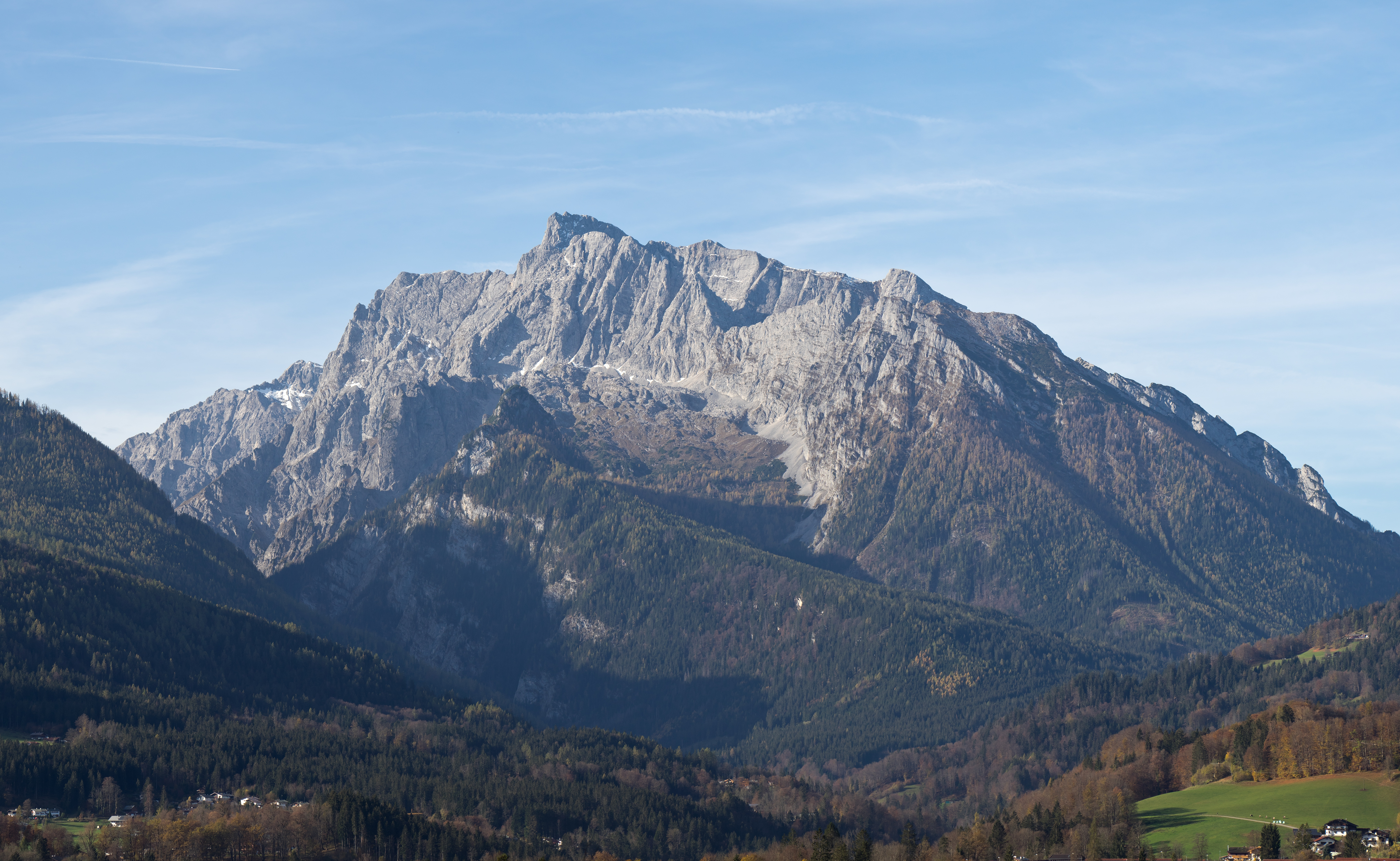
Ansicht von Osten

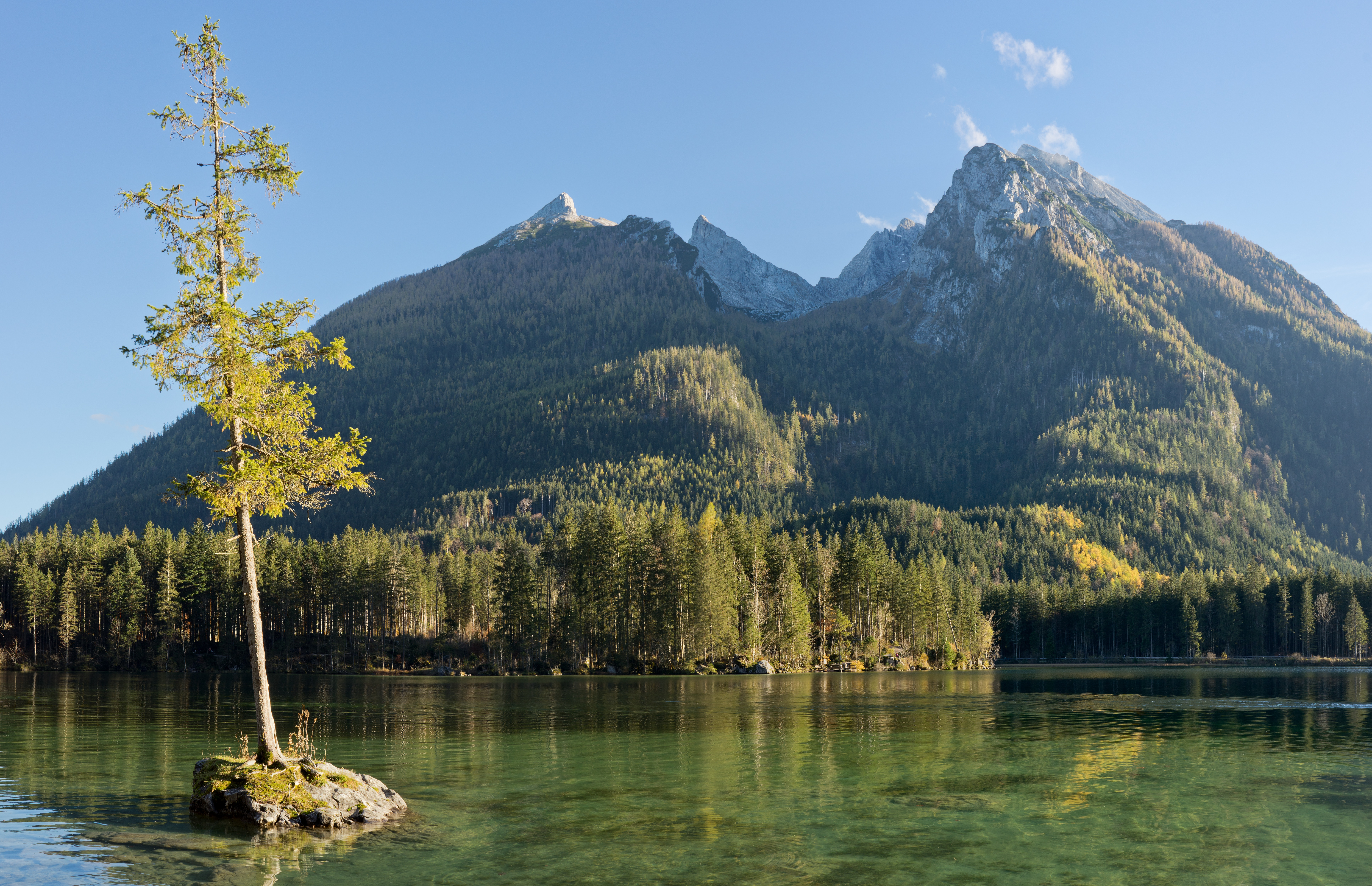
Blick vom Hintersee in die Hochkaltergruppe

Der Hochkalter in den Berchtesgadener Alpen ist mit einer Höhe von 2607 m ü. NHN der höchste Gipfel des gleichnamigen Gebirgsstocks (auch: Hochkaltergebirge, Hochkalterstock, Hochkaltermassiv) und damit einer der höchsten Berge Deutschlands.
Das Hochkaltermassiv befindet sich westlich des Watzmannmassivs und liegt wie dieses im Nationalpark Berchtesgaden. Das Hochkaltergebirge gliedert sich in die Untergruppen Hochkalter-Gruppe, Hocheis-Gruppe und Südliche Wimbachkette. Wichtigster Stützpunkt des Gebirgsstocks ist die Blaueishütte des Deutschen Alpenvereins auf 1653 m Höhe im Blaueiskar unterhalb des Blaueises, des nördlichsten Gletschers der Alpen. Weitere Schutzhütten sind das Bergheim Hirschbichl für die Hocheisgruppe, die Wimbachgrieshütte für Anstiege in der Ostflanke des Massivs und das Ingolstädter Haus für die Südliche Wimbachkette.

## Geologie des Hochkaltergebirges
Das Hochkaltergebirge besteht wie die kompletten nördlichen Kalkalpen aus einer Mischung von Dolomit und Kalkstein. In der Hochkalter- und Hocheisgruppe liegt hauptsächlich der festere Dachsteinkalk vor, der auf Ablagerungen in der Tethys in der Jüngeren Trias (vor 220 Mio. Jahren) zurückgeht. Bei der Entstehung der Alpen wurden die gebankten Dachsteinkalkschichten durch die tektonische Plattenbewegung der afrikanischen und europäischen Kontinentalplatten nun in einen Winkel von 30° bis 40° gekippt, was am Hochkaltermassiv vor allem im Ofental gut erkennbar ist. Die Südliche Wimbachkette besteht zu großen Teilen aus brüchigem Ramsaudolomit, der maßgeblich zur Aufschotterung des Wimbachtales beigetragen hat.

Ansicht von Nordwesten: Blick von der Reiter Alm auf das Hochkaltergebirge, links im Bild außerdem Kahlersberg und Watzmann sowie ganz rechts die Glocknergruppe
Ansicht von Süden: Blick vom Seehorn

## Bergstürze

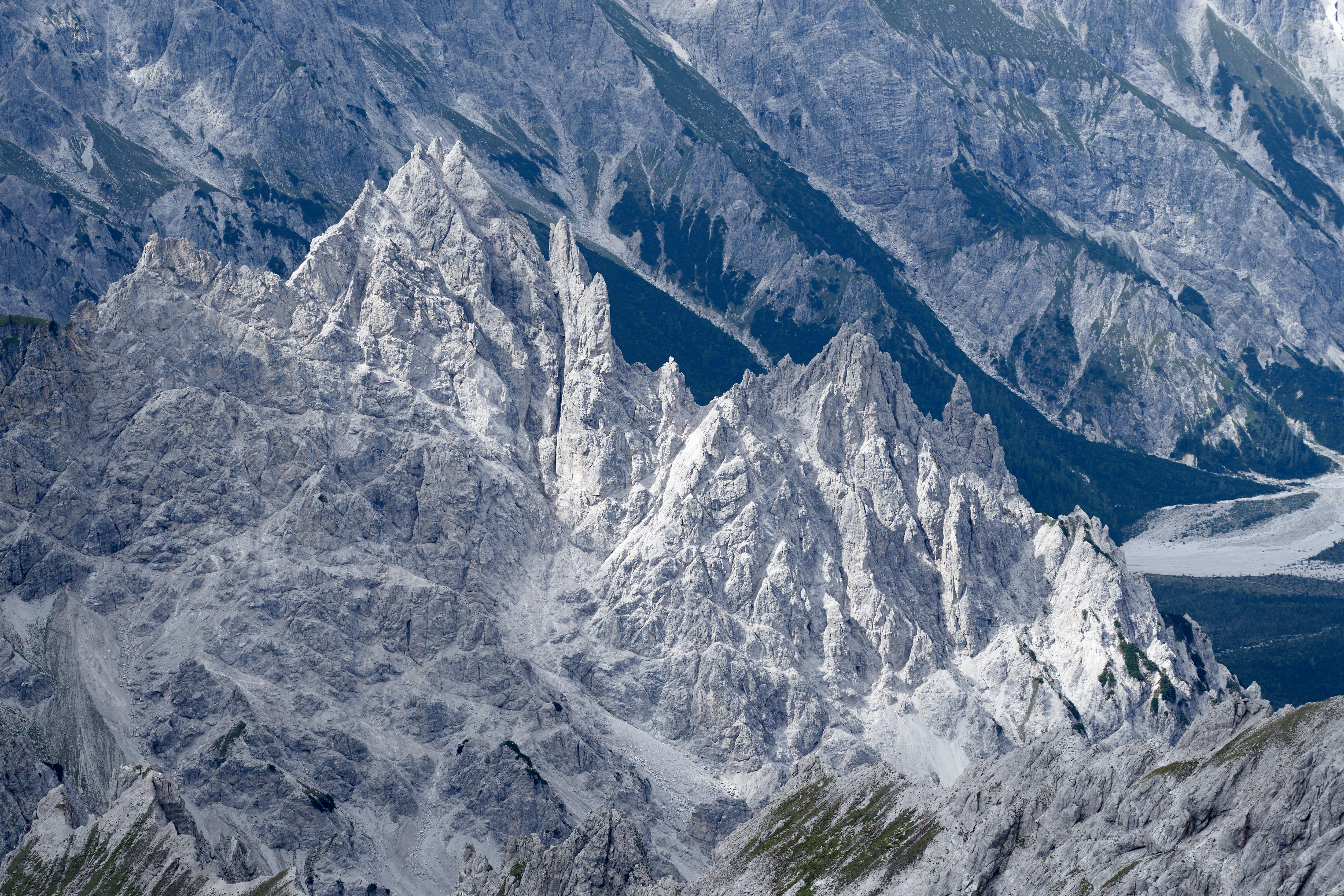
Aus dem Bereich des Großen und des Kleinen Palfenhorns stammt der Großteil des Schutts im Wimbachtal.

Am Hochkaltermassiv kam es immer wieder zu großen Bergstürzen. In prähistorischer Zeit – vor rund 3500 Jahren – stürzten aus dem oberen Blaueiskar mehr als 15 Mio. m³ Gestein ins Tal. Durch diesen Bergsturz wurde auch der Hintersee aufgestaut. Noch heute zeugen die großen Felsblöcke im Zauberwald von diesem gewaltigen Ereignis. Aber auch in jüngster Zeit kam es immer wieder zu Felsabbrüchen in größerem Ausmaß:
- Am 24. August 1908 stürzte der Gipfelaufbau des Hochkalters ab und veränderte Gestalt und Höhe des Gipfels deutlich. Das Volumen der abgebrochenen Gesteinsmasse wird auf 240.000 m³ geschätzt. Der Felsabbruch war im Ramsauer Tal als Erdbeben spürbar.
- Am 25. Juli 1954 brach der zweite Blaueisturm im Nordgrat der Blaueisspitze in sich zusammen.
- Auf den Tag neun Jahre später, am 25. Juli 1963, führte der Abbruch eines Pfeilers an der Schärtenspitze zu deutlich erhöhten Schwierigkeiten in der Nordwandroute.
- Im Februar 1959 glitten mehrere hunderttausend Kubikmeter Gestein aus dem Bereich der Palfelhörner auf der Schneeunterlage ins hintere Wimbachtal.

Überhaupt wird die Brüchigkeit des Gesteins im Wimbachtal besonders deutlich. Die Talsohle ist von fließendem Schutt in großer Mächtigkeit bedeckt. Diese großartige Landschaft kann jeder erleben, der von Ramsau (Parkplatz Wimbachbrücke) das Tal zunächst durch die Wimbachklamm und dann auf dem sich öffnenden Talboden erwandert (ca. eine Stunde bis Gasthaus Wimbachschloss, eine weitere Stunde bis zur Wimbachgrieshütte, 1327 m).

## Alpinismus

### Hochkalter

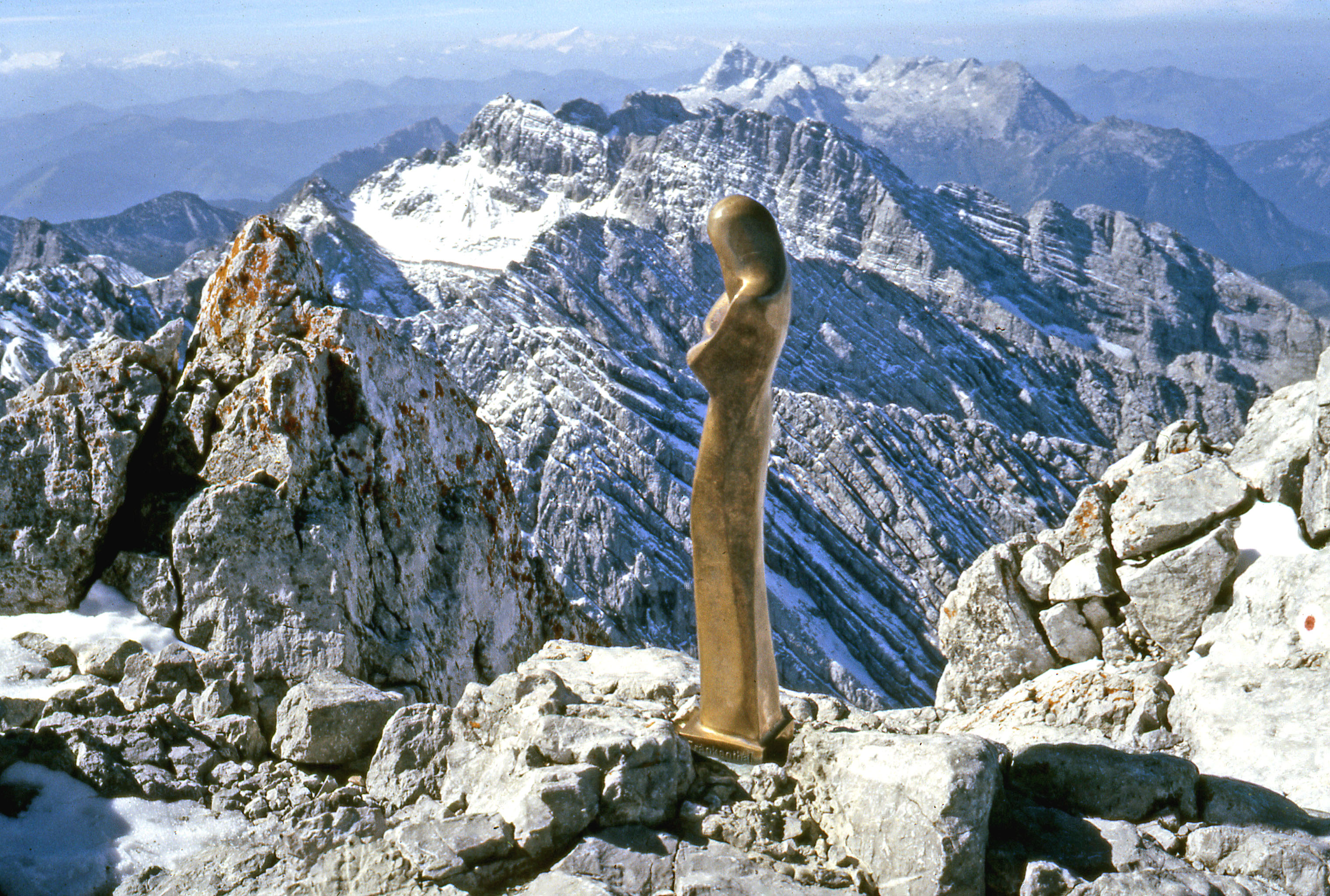
Madonna am Hochkaltergipfel

Der Hochkalter (2607 m) mit seinen Trabanten ist ein vielseitiges und lohnendes Gebiet für Touren aller Art. Dem Alpinisten stehen von einfachen Bergwanderungen über Kletterfahrten in allen Schwierigkeitsgraden bis hin zu Skitouren alle Möglichkeiten offen. Selbst mit einer anspruchsvollen Gletscherbegehung kann der Hochkalter aufwarten. Die Gipfelanstiege sind nur für erfahrene Bergsteiger geeignet. Die 1830 begangene Route der Erstbesteiger Bischof Fürst Schwarzenberg und seiner Führer Gemminger, Tatz und Wein durch die Hochkalter-Westflanke (durch den sog. Kaltergraben) wurde nie populär, da sie schwer zu finden ist und früher jagdliche Interessen einer Begehung entgegenstanden.

#### Hochkalter-Normalweg über den „Schönen Fleck“

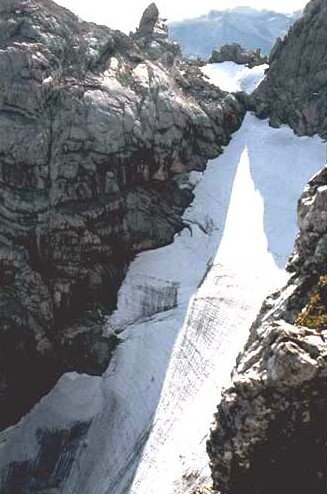
Blick vom Anstieg über den „Schönen Fleck“ auf das Blaueis (ca. 1985)

Der Hochkalter-Normalweg, ein teils ausgesetzter und langer Gratanstieg, wurde 1833 von Karl Thurwieser und dem Führer Wein erstmals durchstiegen. Er weist mehrere Stellen im zweiten Schwierigkeitsgrad der UIAA-Skala auf. Der Anstieg führt aus dem Blaueiskar über eine Steilrinne zur Grateinschartung des „Schönen Flecks“, ab der man dem Grat in südlicher Richtung über Rotpalfen und Kleinkalter bis zum Hauptgipfel folgt (ca. 3½ Stunden ab Blaueishütte).

#### Durch das Ofental
Der Anstieg durch das Ofental ist etwas leichter (Schwierigkeitsgrad I) als die Route über den Schönen Fleck. Allerdings ist die Orientierung schwieriger und es befindet sich keine Hütte am Weg. Im oberen Ofental erschweren ausgedehnte Schuttfelder den Anstieg. Daher wird die Route durch das Tal weitaus öfter im Ab- als im Anstieg begangen. Im Frühjahr ist das Ofental eine beliebte Skitour.

#### Über das Blaueis und den Ostgrat
Dieser zuerst vom Ramsauer Bergführer Johann Grill (genannt Kederbacher) 1874 mit E. Richter ausgeführte Anstieg ist deutlich anspruchsvoller als die Führe über den „Schönen Fleck“ bzw. die Ofentalroute. Er führt von der Blaueishütte über den Gletscher in die ca. 2400 m hoch gelegene Blaueisscharte und von dort über den Ostgrat zum Gipfel. Die Steilheit des Anstiegs beträgt auf dem Gletscher bis zu 50°. Günstigste Jahreszeit für die Begehung ist in der Regel der Frühsommer, da später im Jahr die zunehmende Ausaperung zunehmend Blankeis zu Tage treten lässt und die Schwierigkeiten beim Überschreiten der Randkluft unterhalb der Blaueisscharte deutlich zunehmen. Die Scharte trennt den Hochkaltergipfel von der 2480 m hohen Blaueisspitze. Diese wurde anlässlich einer Neutour auf den Hochkalter am 14. Juni 1885 erstmals durch den Salzburger Turnlehrer Ludwig Purtscheller betreten und ist von der Scharte aus unschwierig „mitzunehmen“. Oberhalb der Blaueisscharte sind in den Felsen des Hochkalter-Ostgrates längere Passagen im zweiten Schwierigkeitsgrad zu bewältigen.

#### Blaueisumrahmung
Von versierten Alpinisten wird gerne auch die so genannte „Blaueisumrahmung“ geklettert, die von der Eisbodenscharte über Blaueistürme, Blaueisspitze, Hoch- und Kleinkalter sowie den Rotpalfen zurück zur Blaueishütte führt. Bis zur Blaueisspitze handelt es sich dabei um eine Kletterei im vierten Schwierigkeitsgrad der UIAA-Skala. Die Route berührt, sieht man von Schärtenspitze und Steinberg ab, alle Gipfel, die hufeisenförmig den Blaueisgletscher umstehen.

### Schärtenspitze

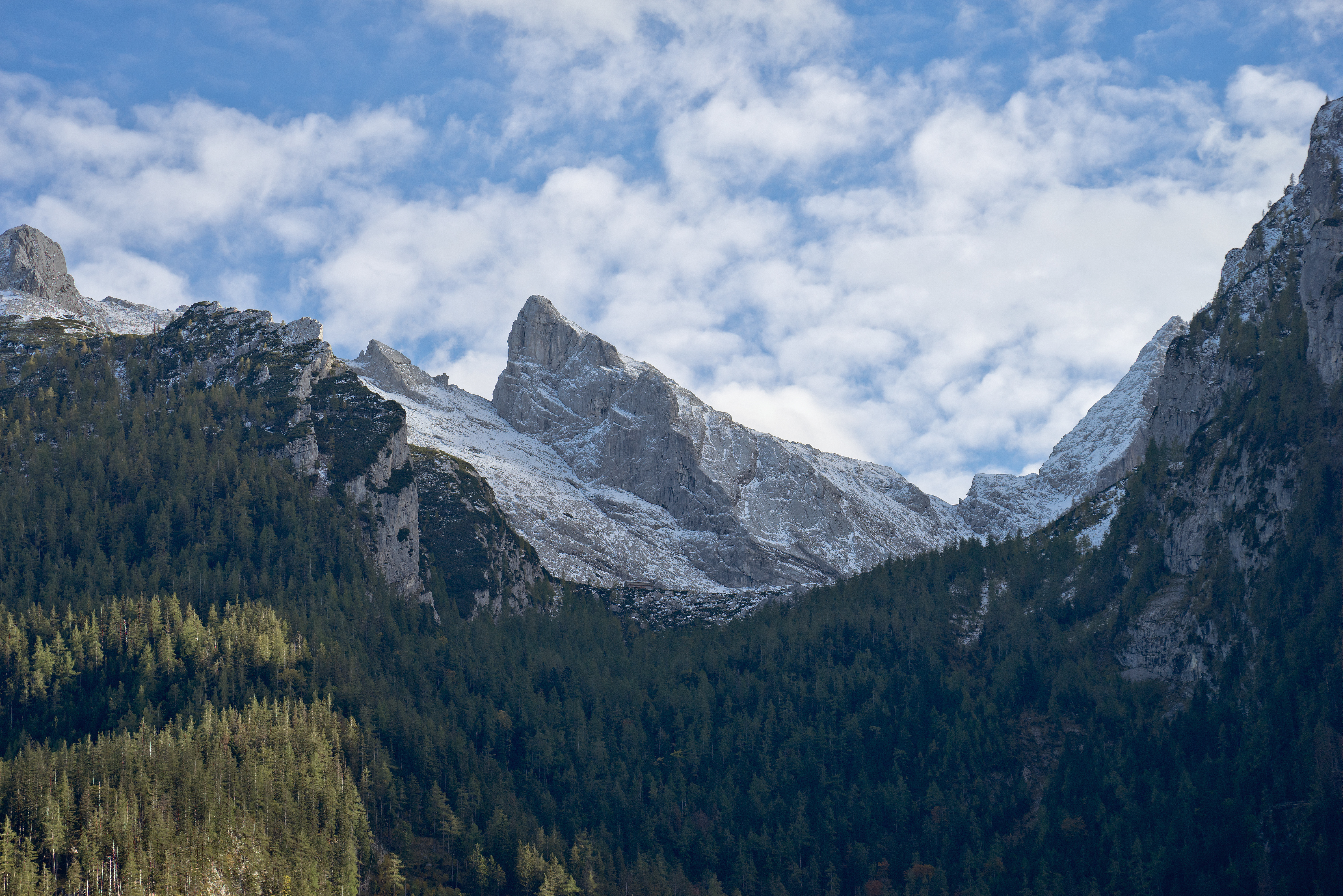
Ansicht der Schärtenspitze vom Hintersee

Der Gipfel der Schärtenspitze (2153 m) ist von der Blaueishütte in rund 1¼ Stunden auf markiertem Steig zu erreichen. Das Gipfelpanorama wird vom Blaueisgletscher und seiner Umrahmung, der Watzmann-Westflanke und der Reiteralm geprägt. Wer nicht zur Blaueishütte zurück möchte, dem bietet die Abstiegsmöglichkeit über die Eisbodenscharte zur einsamen Hochalm (Schwierigkeitsgrad I) und weiter ins Wimbachtal eine lohnende Alternative. Sowohl im Aufstieg von der Hütte als auch im Abstieg von der Eisbodenscharte zur Hochalm sind einige Drahtseilversicherungen angebracht. Darüber hinaus ist die Schärtenspitze auch bei Kletterern schärferer Richtung ein beliebtes Ziel, wozu auch die kurzen Zustiege von der Blaueishütte beigetragen haben dürften. Durch die Nord- und Nordostwand führen gleich mehrere Routen in den höheren Schwierigkeitsgraden.

### Ofentalhörnl

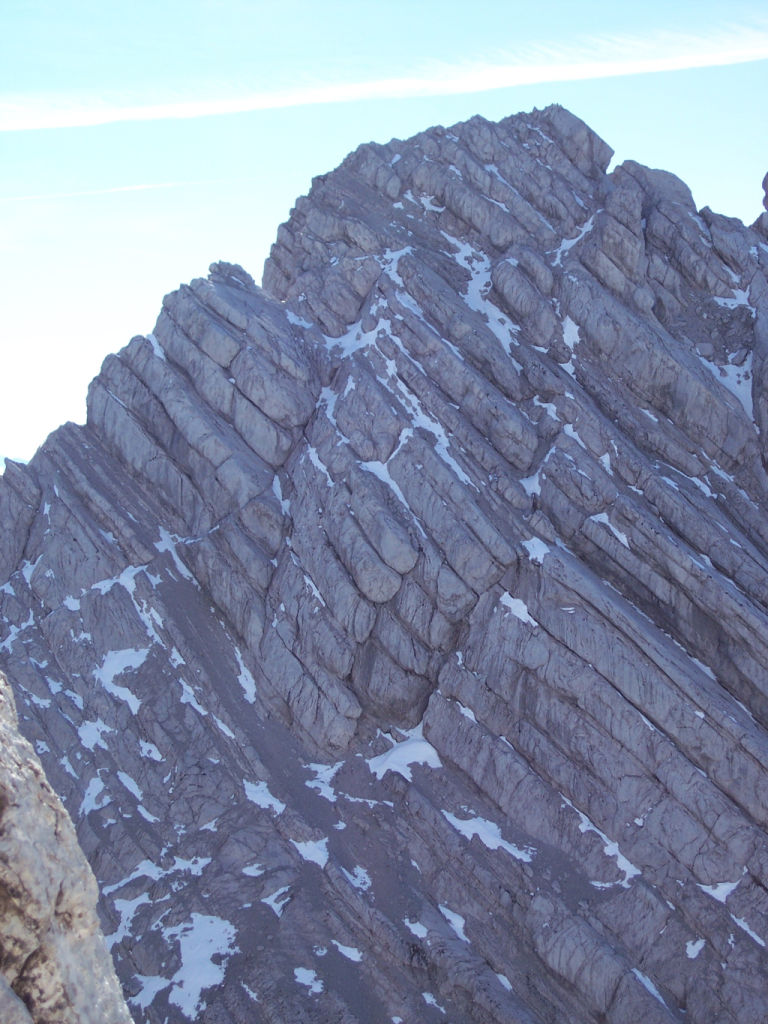
Ofentalhörnl von Norden

Das Ofentalhörnl (2513 m) hat zwei Gipfel. Der Hauptgipfel ist nur in leichter Kletterei zu erreichen und wird selten erstiegen. Der Normalweg führt aus dem Ofental durch die von plattigen Bändern durchzogene Nordflanke und weist Passagen im zweiten Schwierigkeitsgrad auf. Dagegen kann der einige Meter niedrigere Südwestgipfel leicht aus dem Steintal über die Steintalscharte erreicht werden. Im Frühjahr ist diese Route eine beliebte Skitour.

### Hocheisspitze
Der höchste Gipfel der Hocheisgruppe, die Hocheisspitze (2523 m), ist unmarkiert und sehr mühsam durch das Hocheiskar zu erreichen. Die erste touristische Ersteigung wurde von Hermann von Barth 1868 durchgeführt. Der Gipfel ist der höchste Punkt der sogenannten Hocheisumrahmung, einer der längsten geschlossenen Gratklettereien der Berchtesgadener Alpen (dritter Schwierigkeitsgrad, 10 bis 14 Stunden). Im Frühjahr ist die Hocheisspitze ein sehr beliebtes Skitourenziel.

### Kammerlinghorn
Das Kammerlinghorn (2483 m) ist der südlichste Gipfel der Hocheisgruppe und trägt ein großes Gipfelkreuz. Vom Pass Hirschbichl führt ein markierter Steig unschwierig auf den Gipfel, entweder über die Nordseite über Bindalm und Mittereisalm, oder von Süden über die Kammerlingalmen. Der am Gipfel des Kammerlinghorns ansetzende Grat bildet mit Hochkammerlinghorn, Hocheisspitze, Hinterberghorn und Hocheishörnl die Umrahmung der Hocheiskares.

### Palfenhörner–Seehorn

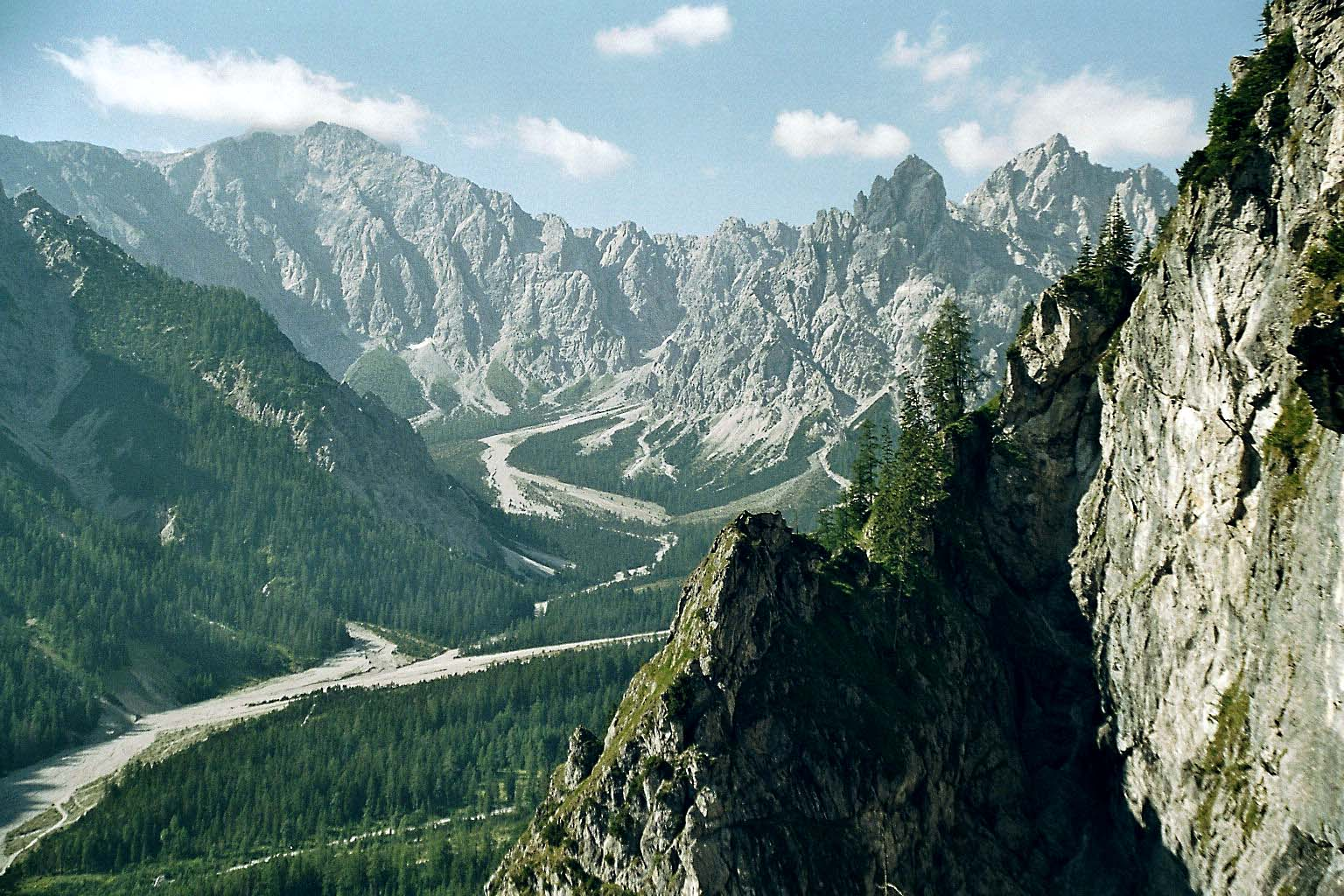
Wimbachtal mit Palfenhörnern (rechts) und Hundstod (links)

Die drei Gipfel Kleines Palfenhorn (2073 m), Großes Palfenhorn (2222 m) – beide auch Palfenhörner, Balfenhörner, Palvenhörner, Palfelhörner genannt – und Seehorn (2321 m) bilden eine quer zur Südlichen Wimbachkette stehende Untergruppe (Großes Palfenhorn im Hauptgrat) zwischen Wimbachscharte und Kühleitenschneid. Diese Kleingruppe wird österreichischerseits in Nachbarschaft des Hundstod üblicherweise schon zum Steinernen Meer gerechnet (ab Wimbachscharte).
Die Palfenhörner bestehen aus brüchigem Ramsaudolomit, das Seehorn aus Dachsteinkalk. Letzteres ist auf markiertem Weg zu überschreiten, das Große Palfenhorn hingegen schon Kletterei, das Kleine Palfenhorn sogar im 2. Grad. Es galt seinerzeit neben der Ostwand des Watzmann als schwierigste Bergfahrt der Berchtesgadener Alpen. Westlich des Seehorns befindet sich die Kallbrunnalm, eine der größten Almen der Berchtesgadener Alpen.

## Die Gipfel des Hochkaltergebirges im Überblick
- Hochkalter-Gruppe
  - Hochkalter, 2607 m
  - Ofentalhörnl, 2513 m
  - Kleinkalter, 2513 m
  - Blaueisspitze, 2480 m
  - Steintalhörnl, 2468 m
  - Schönwandeck, 2450 m

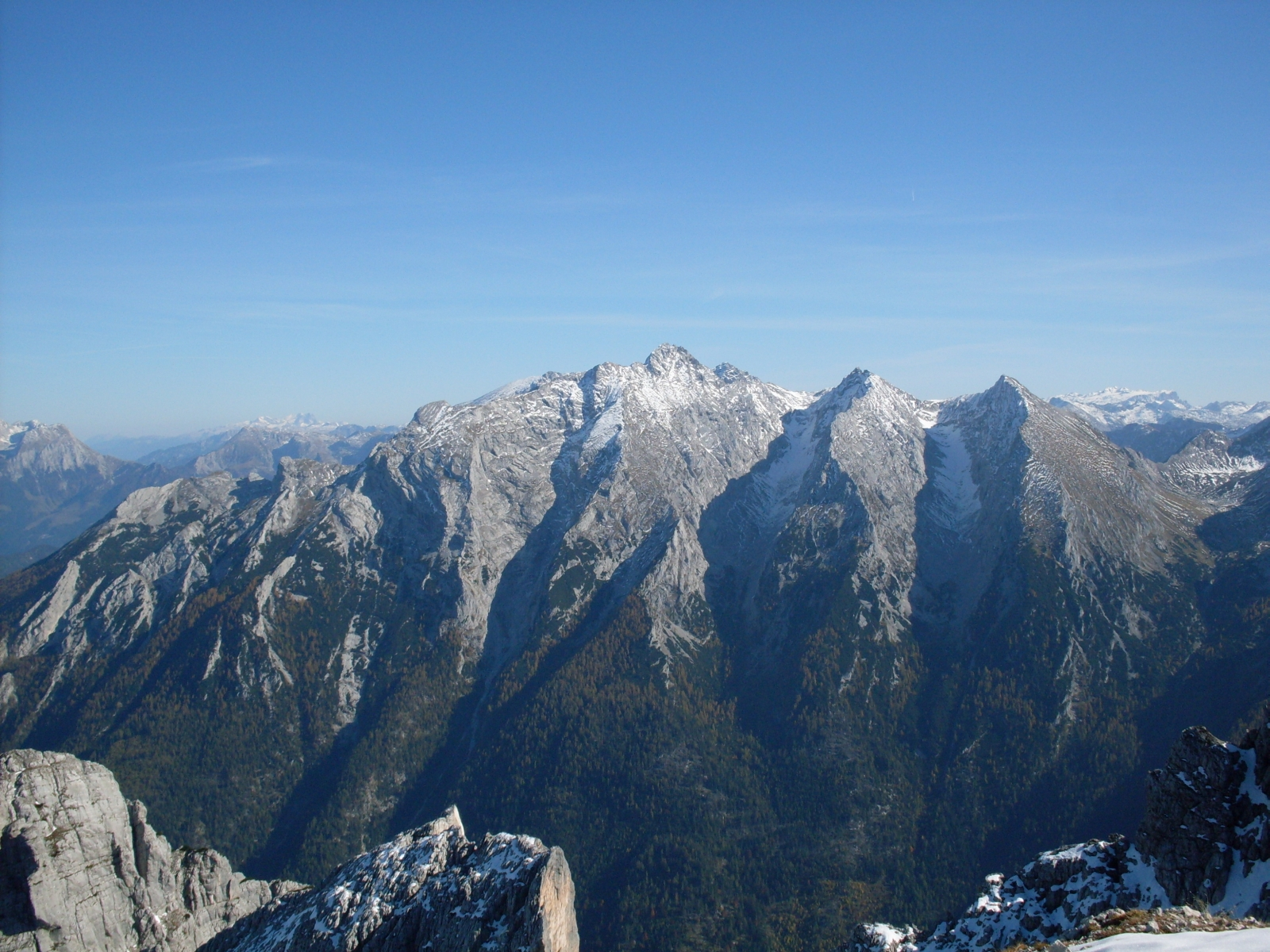
Hochkalter, Ofentalhörnl, Steintalhörnl von NW

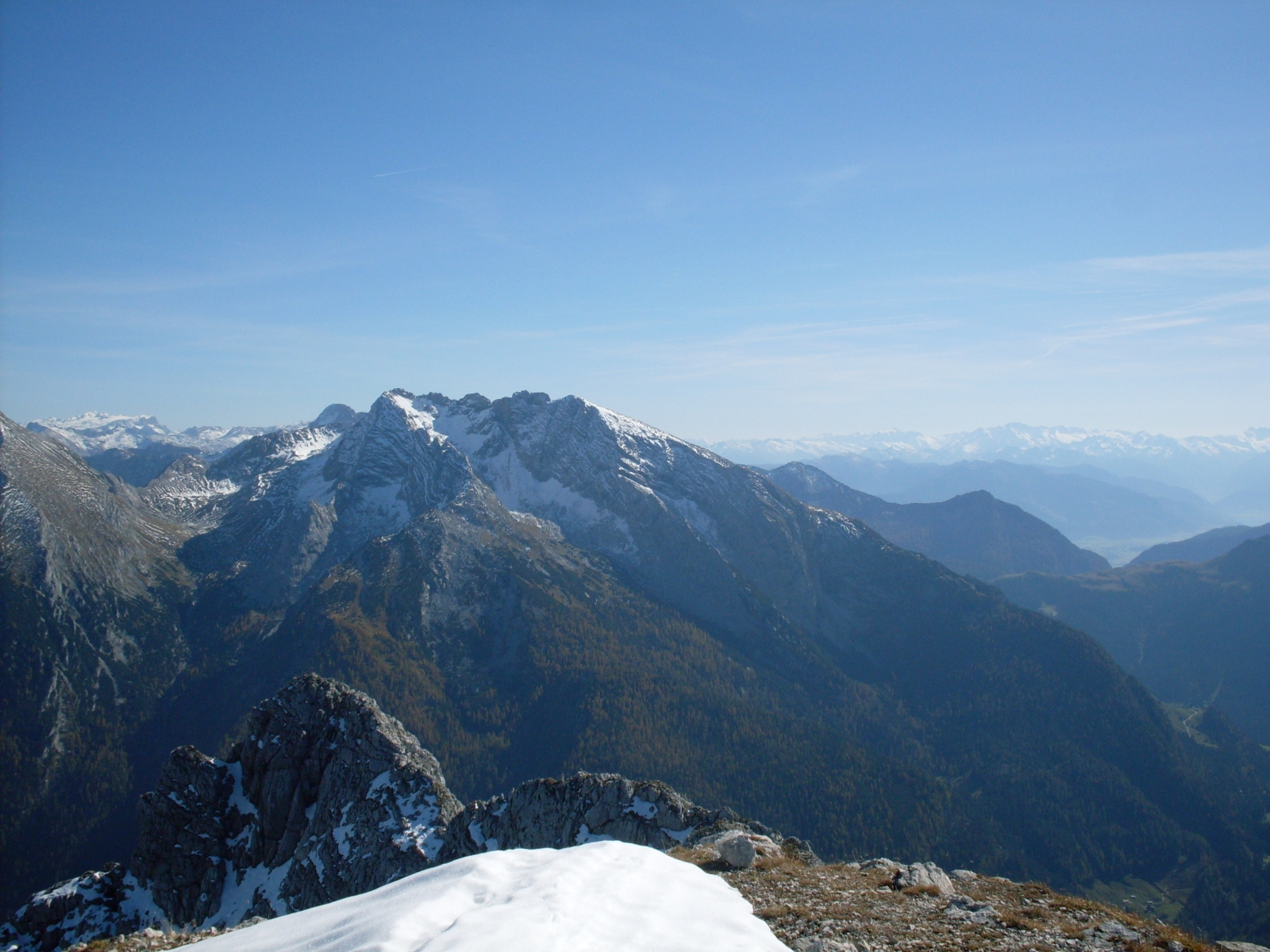
Hocheisgruppe von NW

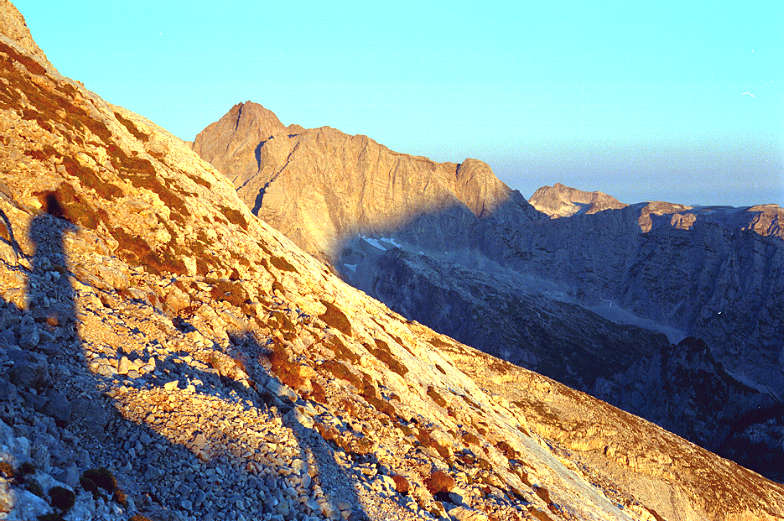
Hochkalter im Morgenlicht vom Anstieg zum Watzmann

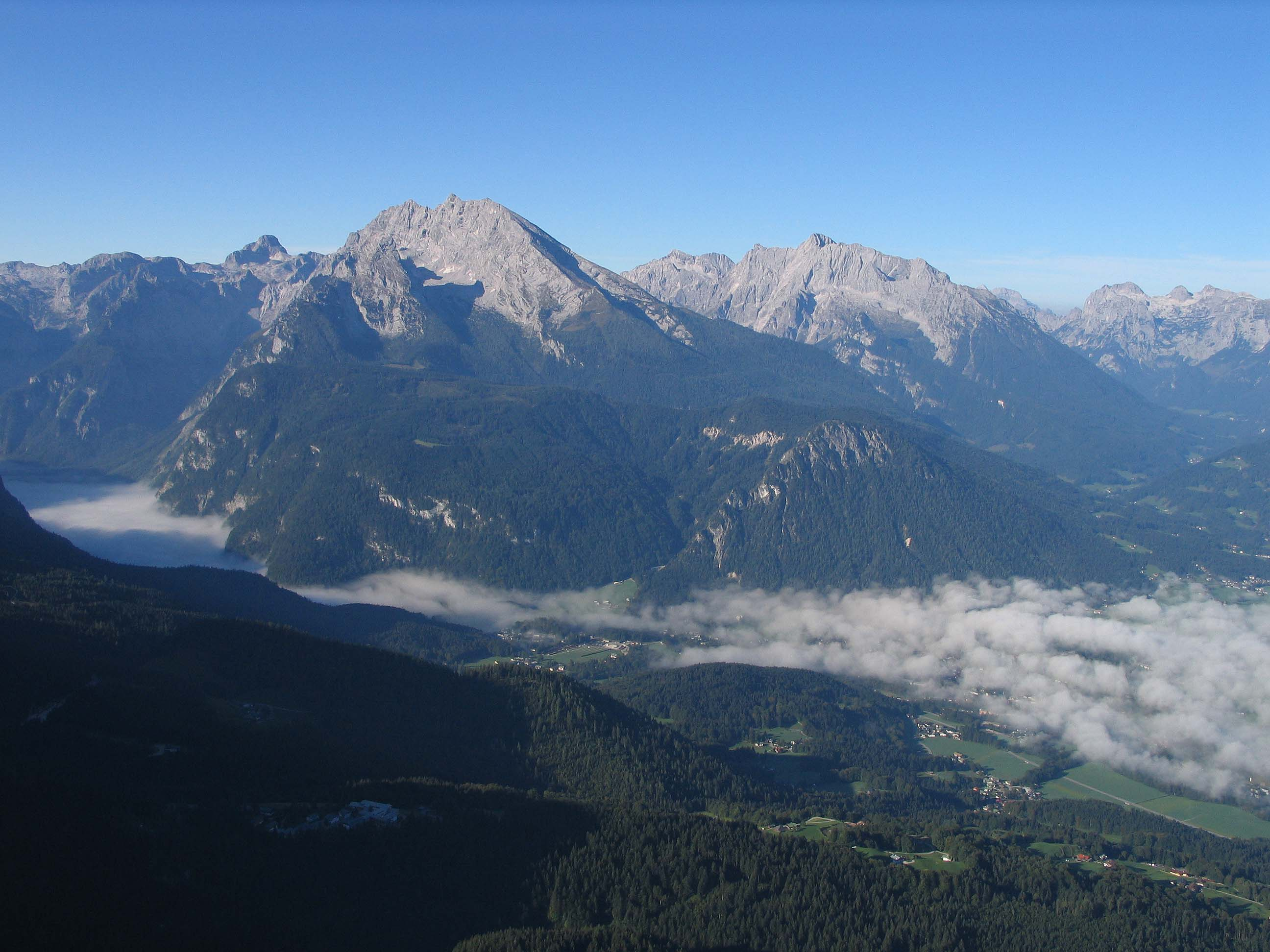
Blick vom Kehlsteinhaus auf Watzmann und Hochkalter

  - Rotpalfen (Wasserwandkopf), 2367 m
  - Schärtenspitze, 2153 m
  - Schärtenwandkopf, 2065 m
  - Steinberg, 2065 m
  - Am Hund, 1803 m
  - Stanglahnerkopf, 1791 m
  - Schottmalhorn, 1662 m
- Hocheis-Gruppe
  - Hocheisspitze, 2523 m
  - Hinterberghorn, 2493 m
  - Kammerlinghorn, 2483 m
  - Wimbachschneidspitze, 2368 m
  - Hinterbergkopf, 2247 m
  - Hocheishörnl, 2252 m
  - Karlkogel, 2195 m
  - Eislhörnl, 2095 m
  - Vorderberghörnl, 2083 m
  - Kleineishörnl, 1934 m
- Südliche Wimbachkette
  - Seehorn, 2321 m
  - Alpelhorn, 2254 m
  - Großes Palfelhorn, 2222 m
  - Prunnerkopf, 2076 m
  - Kleines Palfelhorn, 2073 m
  - Kühleitenschneid (Verbindungsgrat zwischen Großem Hundstod und Großem Palfelhorn)
  - Sigeretkopf, 2066 m